# كانتونات فرنسا
كانتونات فرنسا هي تقسيم إقليمي في الجمهورية الفرنسية والتي تضم 342 دائرة إدارية و101 إقليم و 4,032 كانتون.

## انظر ايضاً
- كانتون (تقسيم إداري)